# 27086 Italicobrass
27086 Italicobrass è un asteroide della fascia principale. Scoperto nel 1998, presenta un'orbita caratterizzata da un semiasse maggiore pari a 2,2710666 au e da un'eccentricità di 0,1465996, inclinata di 3,56821° rispetto all'eclittica.